# Karasjok
Karasjokⓘ (nordsamisch: Kárášjohka) ist eine Kommune im norwegischen Fylke Finnmark. Die Kommune hat 2524 Einwohner (Stand: 1. Januar 2025) und ist die flächenmäßig zweitgrößte Norwegens. Verwaltungssitz ist der gleichnamige Ort Karasjok. Die Gemeinde gehört zu den Hauptsiedlungsgebieten der Samen in Norwegen, und in Karasjok liegt der Sitz des samischen Parlaments Sameting.

## Geografie

### Lage

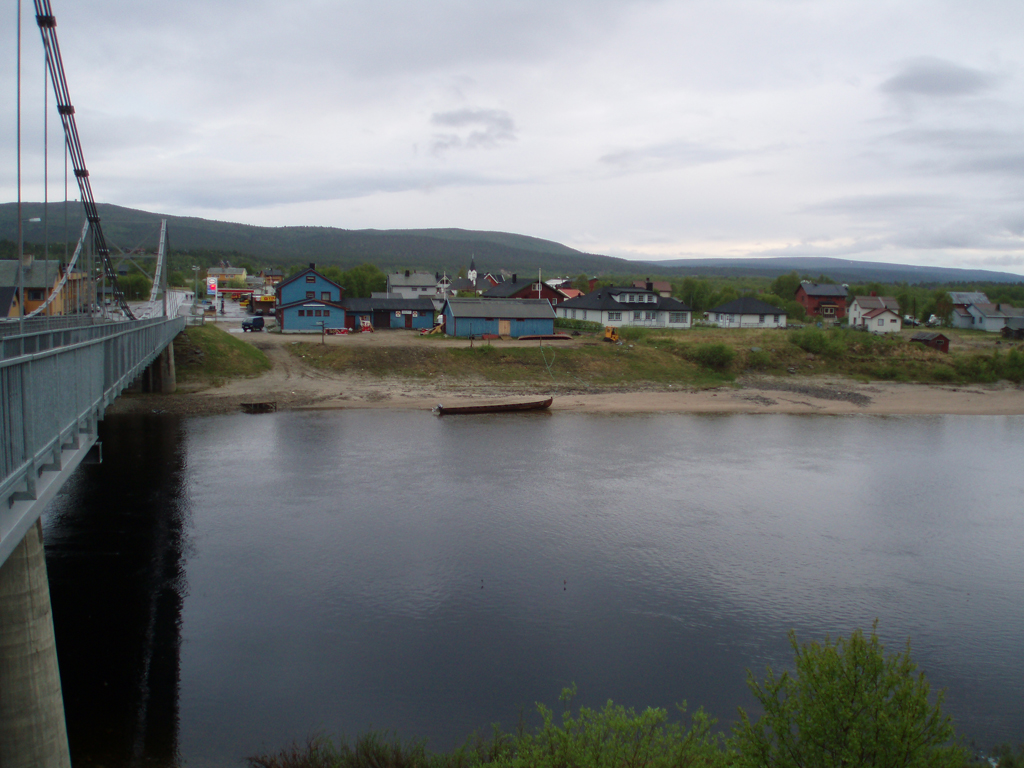
Blick auf den Ort Karasjok

Die Gemeinde befindet sich im Osten des auf etwa 300 moh. gelegenen Hochplateaus Finnmarksvidda und grenzt im Nordosten an Tana, im Norden an Porsanger, im Nordwesten an Alta und im Westen und Südwesten an die Kommune Kautokeino. Im Südosten und Osten liegt die Grenze zwischen Finnland und Norwegen.
Aus Kautokeino kommend fließt der Fluss Kárášjohka Richtung Osten. In den Fluss mündet der Iešjohka, bevor er weiter durch die Ortschaft Karasjok verläuft. An der Grenze zu Finnland verbindet sich der Kárášjohka mit dem Grenzfluss Anárjohka zur Tana. Diese bildet weiter den Grenzfluss zu Finnland im Osten und verläuft in die nördlich gelegene Kommune Tana. An den Flüssen der Gemeinde wurde an mehreren Orten in Karasjok Goldwäsche betrieben. Ein Teil des Sees Iešjávri, dessen ökologischer Zustand als nahezu mustergültig eingestuft wird, liegt im nordwestlichen Gebiet von Karasjok.
Die Erhebung Vuorji stellt mit einer Höhe von 1024 moh. den höchsten Punkt der Kommune Karasjok dar. Der Berg liegt auf der Grenze zu Porsanger. Im Süden der Kommune liegt ein Teil des Anárjohka-Nationalparks.

### Klima
Am 1. Januar 1886 wurde in Karasjok eine Temperatur von −51,4 °C gemessen. Diese Temperatur gilt als die kälteste je in Norwegen gemessene.
|                        | Jan   | Feb   | Mär   | Apr   | Mai   | Jun  | Jul  | Aug  | Sep   | Okt   | Nov   | Dez   |   |       |
| Mittl. Temperatur (°C) | −17,1 | −15,4 | −10,3 | −3,1  | 3,8   | 10,1 | 13,1 | 10,7 | 5,3   | −1,3  | −9,4  | −15,3 | ⌀ | −2,3  |
| Mittl. Tagesmax. (°C)  | −11,5 | −10,0 | −4,2  | 1,4   | 7,4   | 14,6 | 17,7 | 14,9 | 9,2   | 1,9   | −5,0  | −9,5  | ⌀ | 2,3   |
| Rekordmaximum (°C)     | 7,2   | 12,4  | 8,9   | 15,1  | 30,5  | 31,0 | 31,7 | 29,9 | 23,0  | 14,8  | 8,4   | 7,8   | ᐃ | 32,4  |
| Mittl. Tagesmin. (°C)  | −23,2 | −21,6 | −16,6 | −8,8  | −0,7  | 5,4  | 8,2  | 6,1  | 1,5   | −4,8  | −14,0 | −21,1 | ⌀ | −7,4  |
| Rekordminimum (°C)     | −51,2 | −50,0 | −43,2 | −32,8 | −23,0 | −3,8 | −1,4 | −5,4 | −14,2 | −29,2 | −40,9 | −46,4 | ᐁ | −51,4 |
|                        |       |       |       |       |       |      |      |      |       |       |       |       |   |       |
| Niederschlag (mm)      | 18    | 13    | 14    | 15    | 23    | 42   | 71   | 58   | 40    | 33    | 22    | 17    | Σ | 366   |
|                        |       |       |       |       |       |      |      |      |       |       |       |       |   |       |
| Regentage (d)          | 5,8   | 4,5   | 4,6   | 4,8   | 5,6   | 8,4  | 10,5 | 10,5 | 9,0   | 8,3   | 6,7   | 5,8   | Σ | 84,5  |

| −23,2 |

| −21,6 |

| −16,6 |

| −8,8 |

| −0,7 |

| 5,4 |

| 8,2 |

| 6,1 |

| 1,5 |

| −4,8 |

| −14,0 |

| −21,1 |

| −23,2 |

| −21,6 |

| −16,6 |

| −8,8 |

| −0,7 |

| 5,4 |

| 8,2 |

| 6,1 |

| 1,5 |

| −4,8 |

| −14,0 |

| −21,1 |

| N i e d e r s c h l a g | 18  | 13  | 14  | 15  | 23  | 42  | 71  | 58  | 40  | 33  | 22  | 17  |
|                         | Jan | Feb | Mär | Apr | Mai | Jun | Jul | Aug | Sep | Okt | Nov | Dez |

## Einwohner
Vor 1700 gab es in Karasjok kaum eine feste Besiedlung, die Gebiete wurden aber immer wieder zeitweise von mit Rentieren umherziehenden Personen bewohnt. Etwa 80 Prozent der Einwohner sind samisch, es gibt zudem einen kleineren finnischen Bevölkerungsanteil. In den 1990er-Jahren war Karasjok eine der wenigen Kommunen des Fylkes Finnmark, die eine steigende Bevölkerungszahl hatte. In den 2000er-Jahren begann sie auch dort zu sinken. Die Einwohner konzentrierten sich im Laufe der Zeit verstärkt auf die Ortschaft Karasjok. Der Ort Karasjok ist der einzige sogenannte Tettsted, also die einzige Ansiedlung, die für statistische Zwecke als eine städtische Siedlung gewertet wird. Zum 1. Januar 2024 lebten dort 1804 Einwohner.
Die Einwohner der Gemeinde werden Karasjoking genannt. Offizielle Schriftsprache ist Bokmål, also die weiter verbreitete der beiden norwegischen Sprachformen. Da Karasjok Teil des samischen Verwaltungsgebiets ist, ist die norwegische Sprache dem Samischen gleichgestellt. Die Einwohner haben folglich unter anderem einen Anspruch darauf, die Kommunikation mit öffentlichen Organen in einer samischen Sprache zu führen.
| Jahr          | 1986 | 1990 | 1995 | 2000 | 2005 | 2010 | 2015 | 2020 | 2025 |
| ------------- | ---- | ---- | ---- | ---- | ---- | ---- | ---- | ---- | ---- |
| Einwohnerzahl | 2694 | 2652 | 2788 | 2901 | 2876 | 2789 | 2708 | 2628 | 2524 |

## Geschichte

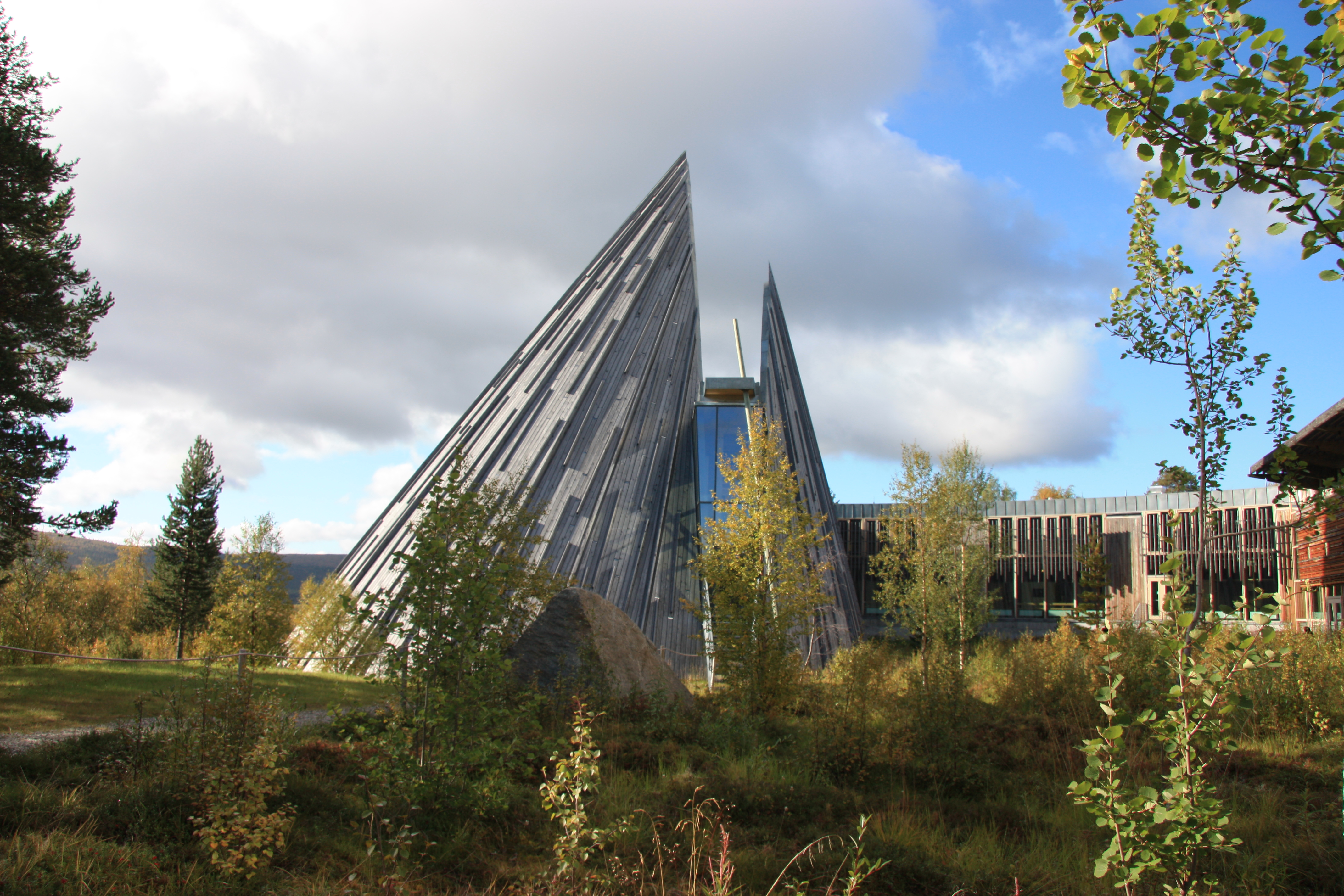
Sametingsgebäude

Die Kommune Karasjok wurde am 1. Januar 1866 gegründet, als sie vom damaligen Kistrand (heute Porsanger) abgespalten wurde. Kistrand verblieb dabei mit 1367 Einwohnern, Karasjok wurde bei seiner Gründung von 515 Personen bewohnt. Zum 20. Dezember 1988 erhielt die Gemeinde mit Kárášjohka ein offiziellen samischen Namen.
In der Kommune liegen mehrere Kirchen. Die Karasjok gamle kirke aus dem Jahr 1807 wurde in Holz erbaut. Ihr Grundriss ist kreuzförmig. Nachdem die alte Kirche zu klein wurde, folgte 1974 die Karasjok kirke. Die Holzkirche Valjok kirke wurde 1932 eröffnet.
Nach einer längeren Zeit der Norwegisierungspolitik, in der unter anderem die samische Sprache zurückgedrängt wurde, bildete ein Beschluss des Nationalparlaments Storting die Grundlage für das heutige samische Parlament Norwegens, das Sameting. Die erste Versammlung des Parlaments fand am 9. Oktober 1989 in Karasjok statt. Im November 2000 wurde das Sametingsgebäude von König Harald V. offiziell eröffnet. Neben dem Parlamentsräumen ist dort auch die Verwaltung untergebracht.

## Kultur
In Karasjok existiert seit 1972 das Samische Museum, das ein Freiluftmuseum ist.

## Wirtschaft und Infrastruktur

### Verkehr

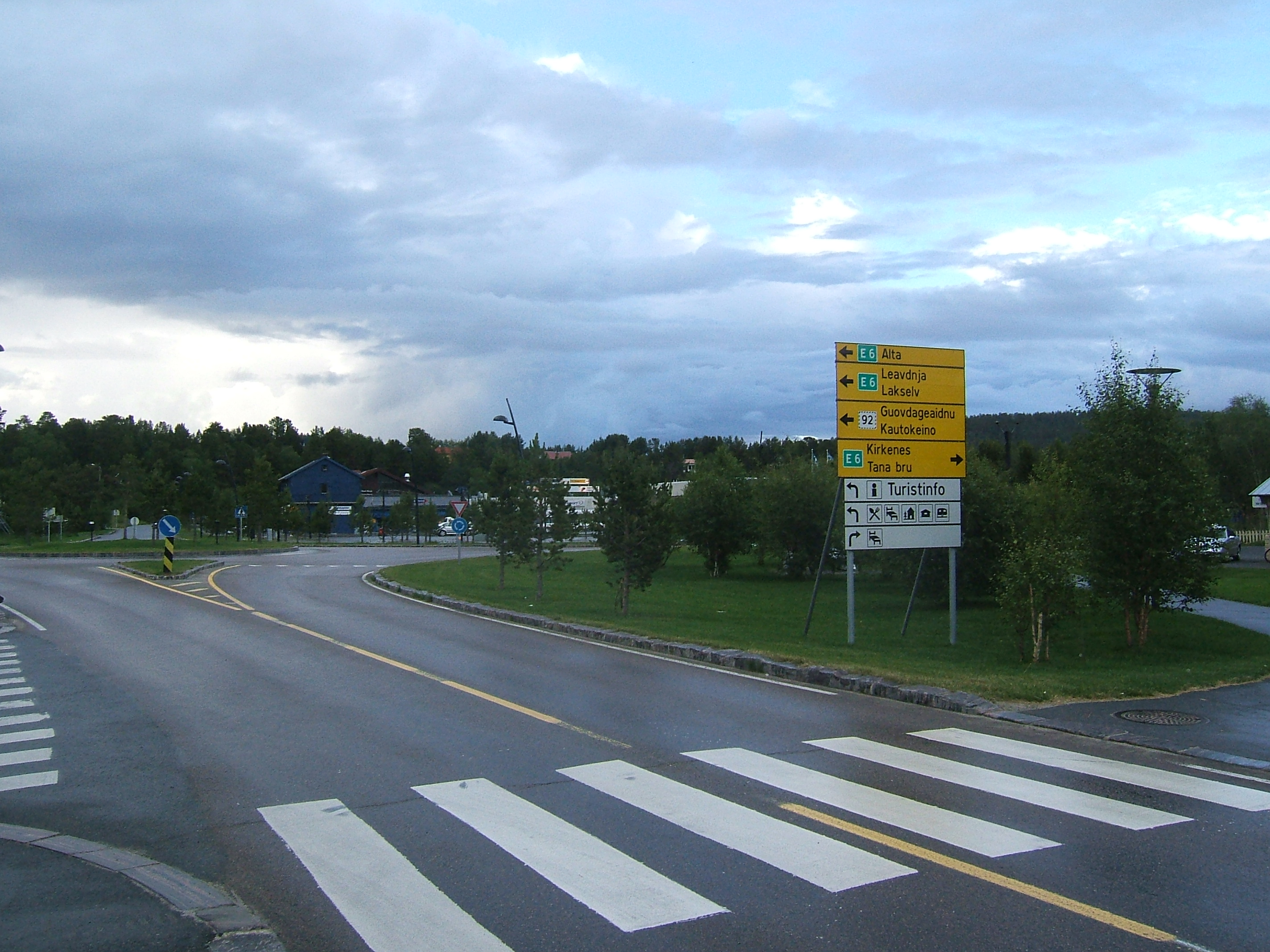
Straße in Karasjok

Durch die Kommune führt die Europastraße 6 (E6). Diese kommt zunächst von Norden aus Porsanger und führt bis Karasjok, bevor sie nach Osten entlang des Flusses Kárášjohka an die finnische Grenze führt und dort erneut in den Norden abknickt. Sie führt schließlich weiter nach Tana und insgesamt weiter bis an die norwegisch-russische Grenze im Nordosten. Bei der Ortschaft Karasjok kreuzt der aus Kautokeino kommende Riksvei 92 in die E6 und führt von dort parallel zur E6 weiter bis an die finnische Grenze.

### Wirtschaft
In den 1970er-Jahren begann der Anteil an Personen, die im Bereich des Primärsektors tätig waren, stark zu sinken. Die Haltung von Rentieren sowie die von Rindern und Schafen ist aber auch heute noch verbreitet. Andere Bestandteile des Primärsektors wie etwa die Jagd und die Fischerei werden nebenbei betrieben. Während die Zahl der Arbeitsplätze im Primärsektor sank, gewannen Tourismus, die öffentliche Verwaltung und der Dienstleistungssektor an Bedeutung. Ein größerer Arbeitgeber ist dabei die Verwaltung des Sametings. In Karasjok liegt der Sitz der samischsprachigen Zeitung Ávvir. Im Jahr 2020 arbeiteten von 1377 Arbeitstätigen 1154 in Karasjok selbst, nur ein eher kleiner Anteil war in Kommunen wie Porsanger oder Tromsø tätig.

## Name und Wappen
Das seit 1986 offizielle Wappen der Kommune zeigt drei fünfflammige goldene Feuer auf rotem Hintergrund. Die drei Feuer stehen dabei für die samische, norwegische und finnische Bevölkerung. Karasjok wurde im schwedischen Steuerregister von einer finnischsprachigen Person im Jahr 1595 als Karrisjocki und 1598 als Karasiockj erwähnt. Die Herkunft des Namens ist nicht gesichert, der letzte Teil leitet sich vom samischen Wort „jåkka“ (deutsch: Fluss) ab.

## Persönlichkeiten
- Matti Aikio (1872–1929), samischer Dichter
- Kirsten Svineng (Mamma Karasjok, 1891–1980), Widerstandskämpferin im Zweiten Weltkrieg
- Inga Ravna Eira (* 1948), samisch-norwegische Schriftstellerin, Übersetzerin und Lyrikerin
- Mari Boine (* 1956), norwegisch-samische Musikerin
- Tor Mikkel Wara (* 1964), Politiker
- Inger Eline Eriksen Fjellgren (* 1987), norwegisch-samische Politikerin